# Station Holsted
Station Holsted is een spoorwegstation in Holsted in de Deense gemeente Vejen. Het station ligt aan de spoorlijn Lunderskov - Esbjerg die in 1874 in bedrijf werd genomen. Holsted wordt bediend door de stoptreindienst tussen Esbjerg en Aarhus. Het oorspronkelijke stationsgebouw is nog aanwezig.